# نانئوشی

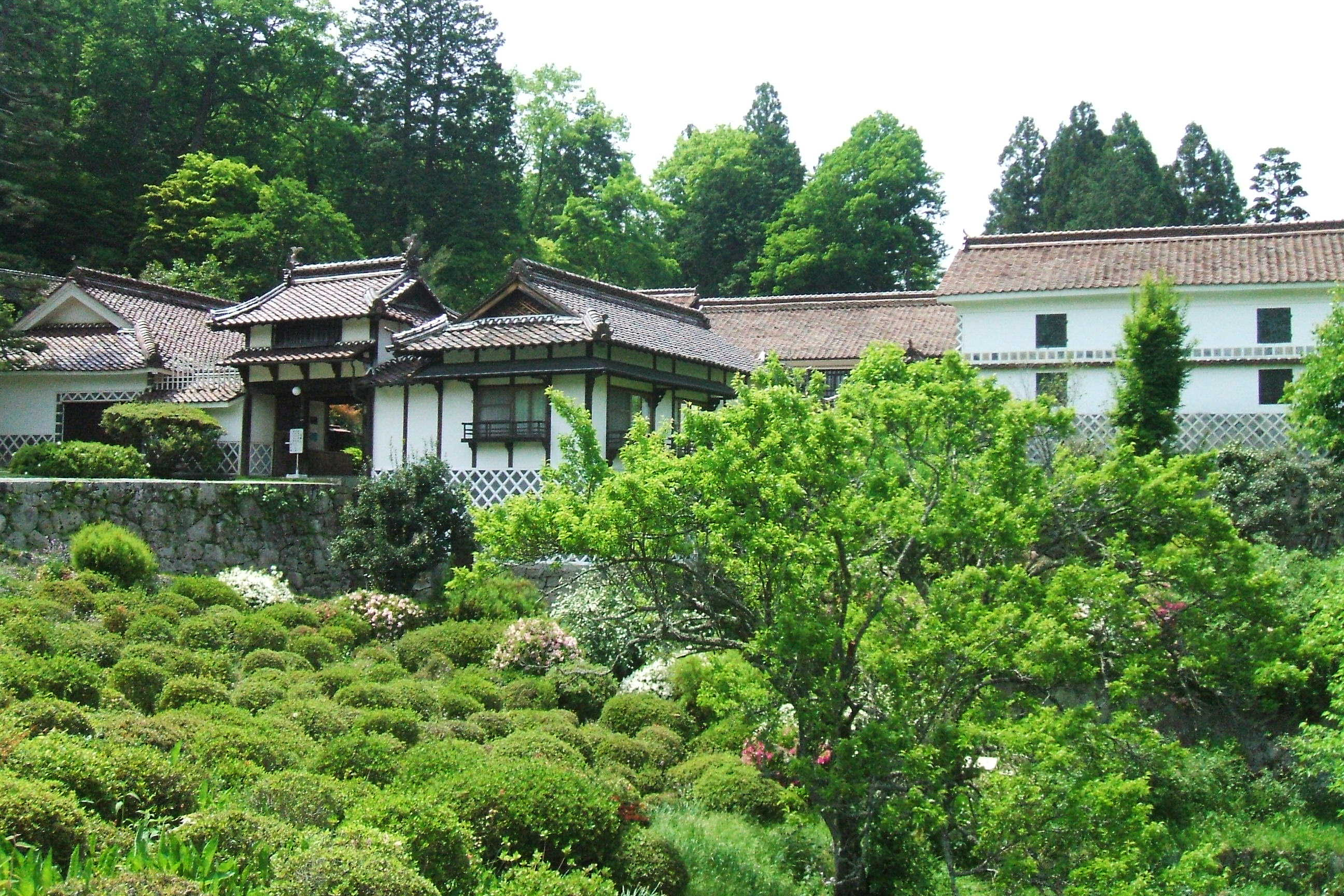
خانه یک ناننوشی

نانئوشی (به ژاپنی: 名主 Nanushi)، به معنی تقریبی «رئیس دهکده» مقاماتی در ژاپن بودند که در دوره ادو روستاها (مورا) را زیر نظر یک قاضی ناحیه (دایکان) (gun-dai) اداره می‌کردند. قدرتمندترین نانوشی‌ها، اوجویا (大庄屋)، تا ده‌ها روستا را اداره می‌کردند، و گاهی به آنها امتیازاتی داده می‌شد که به‌طور سنتی با طبقه سامورایی مرتبط بود.